# Solin
Solin (Udtale:[ˈsɔliːn], italiensk Salona) er en lille by med 23.926 indbyggere (folketælling 2011) i det Kroatiske distrikt Split-Dalmatia. Byens latinske navn (Salona) siges at være analogt med andre bebyggelser i området med endelsen -ona til Illyriske navne. . Den ligger ved Adriaterhavskysten ved udmundingen af floden Jadro og grænser nu direkte op til byen Split.

## Historie
Det gamle Salona var betydeligt vigtigere i historisk tid end den lille by Solin i dag.
Oprindeligt var den en befæstet havneby for de Illyriske Delmates, og Salona blev erobret af grækerne i det 4. århundrede f.Kr. Byen havde en strategisk gunstig placering ved floden Jadro i krydset mellem kystvejen og en sti, der førte ind i landet via kløften Klis.
Julius Cæsar ophøjede Salona til en romersk Koloni i midten af det 1. århundrede f.v.t. (Colonia Martia I (Colonia Martia Iulia Salona) og gjorde den til det administrative centrum for hele provinsen Illyrien (senere Dalmatien).
Den romerske kejser Diocletian, som sandsynligvis selv kom fra Salona, gav byen kejserens familienavn "Valeria" som en ærestitel. Den sidste legitime Vestromerske kejser Julius Nepos residerede her fra 475 til 480. Kejser Julius Nepos residerede her.
Mellem det 4. og 6. århundrede var Salona et vigtigt centrum for den tidlige kristendom, som det fremgår af mange arkæologiske fundsteder. På højdepunktet af sin udvikling siges byen at have haft omkring tre gange så mange indbyggere som den nuværende by. I slutningen af det 5. århundrede blev Salona en del af det ostrogotiske rige under Theoderik. I 535 erobrede den østromerske general Mundus byen for kejser Justinian.
I begyndelsen af det 7. århundrede blev Salona erobret af avarerne og slaverne. Ingen samtidige kilder beretter om den dalmatiske metropols fald. Pave Gregor var stadig i kontakt med byen omkring år 600 for at afgøre en kirkelig strid. Ifølge møntfund og fortolkningen af senere kilder faldt Salona sandsynligvis mellem ca. 611 og 626. I 640/41 blev der løskøbt fanger fra Dalmatien, hvilket snarere tyder på en senere dato for erobringen. Solin mistede derefter sin betydning til fordel for nabobyen Split. Fra omkring midten af det 7. århundrede var befolkningen næsten helt flyttet dertil.
I mellemkrigstiden var Solin stadig et sted, hvor der blev afholdt en populær messe.